# قانون میهن دوستی

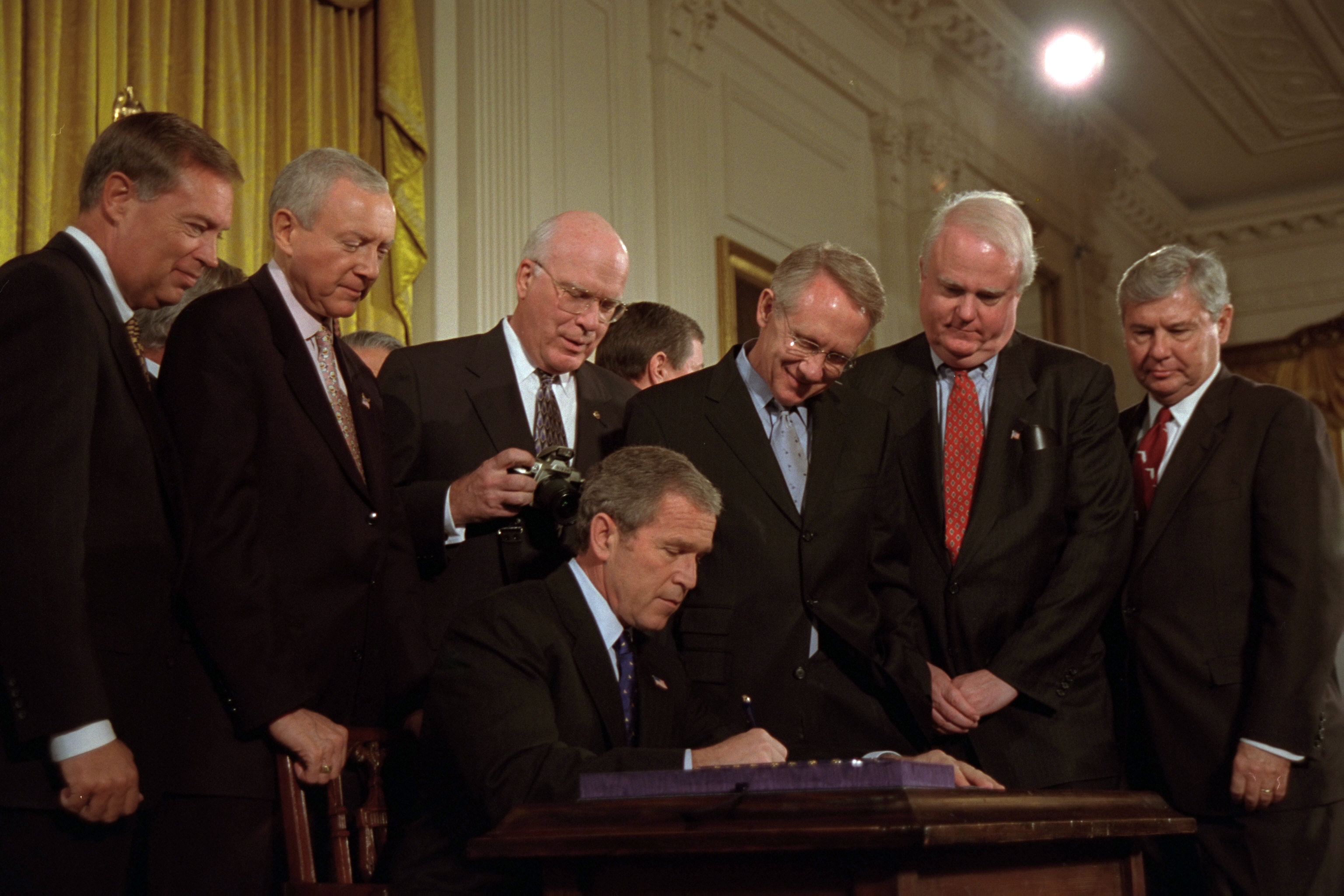
جرج دابلیو. بوش در هنگام امضای قانون میهن دوستی

قانون میهن دوستی (به انگلیسی: PATRIOT Act) بلافاصله بعد از حملات ۱۱ سپتامبر ۲۰۰۱ در کنگره آمریکا مطرح شد و با رای بسیار بالا به تصویب نمایندگان سنا و کنگره آمریکا رسید و بعد از امضای رئیس جمهور به قانون لازم‌الاجرا تبدیل شد. نام کامل این قانون اتحاد و تقویت آمریکا با ارائه ابزارهای مناسب مورد نیاز برای رهگیری و جلوگیری از تروریسم (یو‌اِس‌اِی پاتریوت) قانون ۲۰۰۱ (به انگلیسی: Uniting and Strengthening America by Providing Appropriate Tools Required to Intercept and Obstruct Terrorism (USA PATRIOT) Act of 2001) است، این قانون با الحاق مفاد متعددی به قوانین مربوط به مهاجرت و امنیت در واقع مقررات مربوط به اقامت، تابعیت و مهاجرت شهروندان غیرآمریکایی مقیم آمریکا را سخت می‌کند و به دستگاه مجریه اجازه می‌دهد که آزادانه‌تر از گذشته و به بهانه ضرورت امنیتی به اقدام پیشگیرانه در داخل آمریکا دست بزند.
به طور کلی، این قانون شامل سه ماده اصلی بود:
- افزایش توانایی‌های نظارتی مجری قانون، از جمله با شنود تلفن‌های داخلی و بین‌المللی؛

- ارتباط بین سازمانی آسان‌تر برای اینکه آژانس‌های فدرال به طور مؤثرتری از همه منابع موجود در تلاش‌های ضدتروریسم استفاده کنند.  و

- افزایش مجازات برای جنایات تروریسم و فهرست گسترده ای از فعالیت هایی که واجد شرایط اتهامات تروریسم هستند.

این قانون به دلیل مجوز بازداشت نامحدود بدون محاکمه مهاجران، و به دلیل مجوزی که به مجریان قانون برای جستجوی اموال و سوابق بدون مجوز، رضایت یا آگاهی داده شده، بحث برانگیز است.  (اگرچه به طور کلی، آنها برای انجام بازرسی نیاز به حکم یا رضایت دارند.) از زمان تصویب آن، چندین چالش قانونی علیه این قانون مطرح شده است و دادگاه های فدرال حکم داده اند که تعدادی از مقررات مغایر قانون اساسی است.

## مخالفان
مخالفان در ابراز این مسئله که در پی حملات ۱۱ سپتامبر این لایحه فرصت طلبانه تصویب شد صریح الهجه بوده‌اند، و معتقدند که بحث اندکی در خصوص آن انجام شده است. آنان تصویب این لایحه در سنا را عجولانه می‌دانند.
حجم عمدهٔ مخالفت‌ها با قانون در فیلم مایکل مور به‌نام فارنهایت ۹/۱۱ بازگو شده است. در یکی از صحنه‌های فیلم نمایندهٔ مجلس جیم مک‌دورمت ادعا می‌کند که هیچ سناتوری متن آن را نخوانده است و جان کانیرز می‌گوید که «ما بیشتر قانون را نخواندیم. می‌دانید اگر واقعاً هر قانونی را که تصویب می‌کنیم بخوانیم [حجمش] چقدر می‌شود؟»